# امن (درنته)
شهر امن (به هلندی: Emmen) در درنته در کشور هلند واقع شده‌است. جمعیت این شهر ۱۰۹٫۱۹۶ نفر  است.